# Keizersvlieg
De keizersvlieg (Lucilia caesar) is een vlieg die behoort tot de familie van de bromvliegen (Calliphoridae). Het is een wijdverspreide soort die voorkomt in gematigde streken. De keizersvlieg is een van de eerste vliegen die op dode dieren afkomen en wordt daarom gebruikt in de forensische entomologie.

## Beschrijving
Het borststuk en achterlijf hebben een blauwgroene tot smaragdgroene kleur. Bij oudere dieren kan een koperglans ontstaan. De grote ogen zijn bruinrood. De soort bereikt een lichaamslengte van 11 mm en komt van mei tot oktober in verschillende omgevingen voor.
De volwassen vliegen voeden zich met stuifmeel en nectar. De larve ontwikkelt zich in aas en in wonden van schapen en andere dieren.

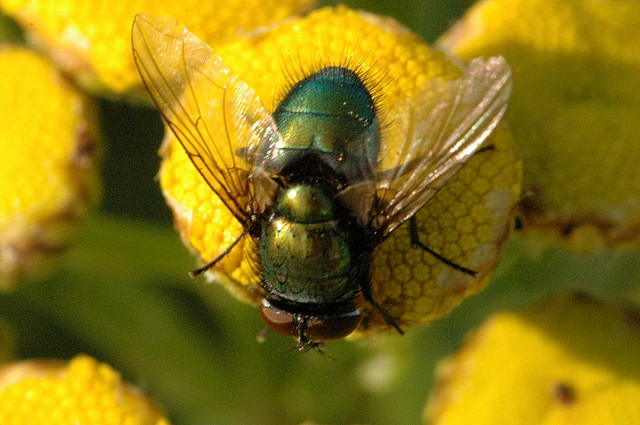
Keizersvlieg (mannetje) op boerenwormkruid